# Super Bowl XXXII
El Super Bowl XXXII fue la 32.ª edición del Super Bowl de fútbol americano, y la 28ª de su era moderna en la National Football League (NFL), y fue disputada por los Denver Broncos y los Green Bay Packers. Se trató de la final del campeonato que decidió al campeón de liga de la temporada 1997 de la NFL.
El partido, que se disputó el 25 de enero de 1998 y en el cual resultaron ganadores los Denver Broncos, se jugó en el Qualcomm Stadium de San Diego, California, el estadio sede de los San Diego Chargers.

## Resumen del partido

### Primera parte
El primer cuarto del Super Bowl XXXII terminó empatado 7-7, después de que Brett Favre asistiera a Antonio Freeman para un touchdown de 22 yardas, y una carrera de Terrell Davis de una yarda para los Broncos.
En el segundo cuarto Favre fue interceptado por Tyrone Braxton, para, en la siguiente posesión, John Elway anotar touchdown con una carrera de una yarda. Seguidamente, Jason Elam anotaría un field goal de 51 yardas para los Broncos. Los Packers se acercarían en el marcador con un pase de 6 yardas de Favre para Mark Chmura.

### Segunda parte
En el tercer cuarto Green Bay recuperó un balón suelto de Terrell Davis y con un field goal de 27 yardas de Ryan Longwell empataban el partido. Sin embargo, antes de que terminara el tercer cuarto, Davis volvió a anotar con una carrera de una yarda, para dar una ventaja a Denver de 7 puntos (24-17). 
En el último cuarto Antonio Freeman soltó el balón en el kickoff y los Broncos recuperaban el ovoide, pero en la siguiente jugada Eugine Robinson interceptó un envió de Elway en la zona de anotación de los Packers; cuatro jugadas después Brett Favre lanzaría un pase de 13 yardas para Antonio Freeman que de esta forma empataba el encuentro 24-24. 
Con menos de 2 minutos para concluir el partido, Terrell Davis ponía por delante nuevamente a los Broncos con una carrera de una yarda. Los Packers tuvieron una última oportunidad de empatar, pero los lanzamientos de Favre fueron incompletos y de esta forma los Denver Broncos obtenían su primer título de Super Bowl. 

## Post-partido
El JMV fue Terrell Davis que corrió para 157 yardas y tres anotaciones (récord en un Super Bowl). Por su parte, John Elway, que completó 12 de 22 pases para 123 yardas, una anotación y una intercepción, ganó su primer Super Bowl en su cuarta visita. A su vez, Brett Favre completó 24 de 42 pases para 256 yardas, una anotación y una intercepción.